# Concert per a piano núm. 16 (Mozart)
El Concert per a piano núm. 16 en re major, K. 451, és una composició de Wolfgang Amadeus Mozart; el mateix va anotar que el seu concert l'havia acabat el 22 de març de 1784 en el seu catàleg temàtic, i va interpretar aquesta obra amb posterioritat a aquesta data. Cliff Eisen opina que aquesta interpretació s'hauria produït el 31 de març de 1784. Mozart el va compondre per ser interpretat en una sèrie d'actuacions a Viena –en el Trattnerhof i en el Burgtheater– a inicis de l'any 1784.
L'obra està instrumentada per a piano sol, dos oboès, dos fagots, dues trompes, dues trompetes, timbales i corda. Consta de tres moviments:
1. Allegro assai
2. Andante, en sol major.
3. Allegro di molto

M. S. Cole ha observat el costum de Mozart de canviar la mètrica de la coda del Finale, començant en el compàs 315 amb un 2/4 fins a un 3/8, i subsegüents transformacions temàtiques. Joel Galand ha apuntat que el Finale, en forma d'un rondó/ritornello, evita una nova reentrada del tema.